# Martina Jäschke
Martina Jäschke, född den 6 maj 1960 i Halle an der Saale, är en östtysk simhoppare.
Hon tog OS-guld i höga hopp i samband med de olympiska simhoppstävlingarna 1980 i Moskva.